# Gueye Mansour
Mansour Guèye (n. 30 decembrie 1985, Dakar, Senegal) este un jucător senegalez de fotbal, care joacă în prezent la Flacăra Horezu[*]. Este un atacant rapid, care se remarcă prin abilitatea sa aeriană. După o scurtă perioadă în care a evoluat pentru echipa a doua a clubului elvețian Servette FC, tânărul senegalez a ajuns la Timișoara înainte de începerea sezonului 2004-2005. Acesta are și cetățenie română.

## Cariera
Înainte de a ajunge în fotbalul românesc, Mansour Guèye a fost legitimat la juniorii clubului elvețian Servette Geneva, de unde a fost adus la FCU Politehnica Timișoara de impresarul Florin Iacob. Gueye nu este singurul fotbalist din familie. Senegalezul mai are un frate care evoluează la echipa de juniori a clubului italian ACF Fiorentina.